# 苺野しずく
苺野 しずく（いちごの しずく、10月17日 - ）は、日本の漫画家。女性。東京都出身・在住。

## 人物
- 主に少年誌もしくは青年誌でのアクション作品や恋愛作品をメインに活動。元々は成年向け作品でデビューを果たしているため、そちらも手掛けることがある。
- 山口貴由作の『覚悟のススメ』（1994年 - 1996年）連載当時から山口への尊敬の念が深く、自身のブログなどでも自分の人生に最も影響を与えた人物としてその名を挙げている。また『開花のススメ』執筆時に山口本人から『零式防衛術正統継承者』を名乗ることを許可された唯一の漫画家であるとしている。
- 雨宮慶太の代表作『牙狼』のコミカライズに関して一任されている。
- 柔道、合気道、八卦掌、ムエタイの経験者で、アクションシーンはそのいずれかに基づいて描かれることが多い。
- 食事に大きな拘りがあり、作品内にも食事風景を度々登場させる。本人曰く「食事は正義と平和の象徴」とのこと。
- ファンからは年齢性別問わず"姐さん"や"お嬢"と呼ばれることが多い。ちなみに"お嬢"と呼ばれる理由は山口貴由がファンから"若先生"と呼ばれるということに端を発している。
- クルマとバイクが趣味で、ミニクーパーSとカワサキ・メグロK3を所持。

## 作品リスト

### 漫画作品
- わんこ系LOVERS - 携帯配信専用。
- おムコの秘書サマ（『ヤングコミック』2011年3月号 - 2011年6月号）
- ひよこごはん（『ビジネスジャンプ』）
- 開花のススメ（原案：山口貴由、『チャンピオンRED いちご』Vol.28 - Vol.41）
- 苺野さんちのチャンネル2（『ファミ通Xbox360』） - コラム+4コマ漫画。
- 娘の親友ちゃん - 携帯配信専用、成人向け。
- 牙狼-GARO- -魔戒ノ花-（原作：雨宮慶太、『コミックガム』連載）
- とうげる！ヨツワちゃん（『コミックヘヴン』25号 - 28号）
- ベイビーカートビッチ（原作：梶研吾、『月刊ヒーローズ』2017年6月号 - 10月号）
- 真・三湖伝説 妖 AYAKASHI（原案：今野仁、『マンガボックス』連載）
- 俺の身体はなんで女なんだ？（『ヤング宣言』）
- むつひき（『WEBコミックZ』連載）
- レリック/アンダーグラウンド～最強の“失せ物探し”パーティー、ダンジョンの罪を裁く～（原作：藤原祐、少年画報社、『ヤングキングラムダ』連載）
- 転生西遊記～孫悟空、異世界にて貧乏貴族の跡取りとなる。～（『ヤングキングラムダ』連載中）
- 姫さまと英雄とプロレス（原作、作画：鳴海アミヤ、『マンガUP!』連載中）

### 書籍
- 『strawberry tril』コアマガジン〈ホットミルクコミックス266〉、2008年5月10日発売[3]、ISBN 978-4-86252-397-6
- 『いちごの秘書サマ 苺野しずく作品集』少年画報社〈ヤングコミックコミックス〉、2011年7月11日発売[4]、ISBN 978-4-78593-653-2
- 『開花のススメ』、秋田書店〈チャンピオンREDコミックス〉2012年 - 2014年、全3巻
  1. 2012年8月20日発売[5]、ISBN 978-4-253-23516-7
  2. 2013年8月20日発売[6]、ISBN 978-4-253-23517-4
  3. 2014年3月20日発売[7]、ISBN 978-4-253-23518-1
- 『娘の親友ちゃん』竹書房〈バンブーコミックス COLORFUL SELECT〉、2015年3月17日発売[8]、ISBN 978-4-80195-214-0
- 『牙狼-GARO- -魔戒ノ花-』、ワニブックス〈ガムコミックスプラス〉2016年 - 、既刊2巻（2016年6月25日現在）
- 『とうげる！ヨツワちゃん』日本文芸社〈ニチブンコミックス CHコミックス〉、2017年3月9日発売[9]、ISBN 978-4-53713-559-6
- 『ベイビーカートビッチ』小学館クリエイティブ〈ヒーローズコミックス〉、2017年11月4日発売[10]、ISBN 978-4-86468-527-6
- 『真・三湖伝説 妖 AYAKASHI』[11]マンガボックス、2018年 - 2019年、全3巻（電子書籍のみ）
  1. 2018年11月22日発売、ASIN B07KKDB9K4
  2. 2019年2月22日発売、ASIN B07NYS5VK5
  3. 2019年5月24日発売、ASIN B07S2R9DV8
- 『むつひき』、集英社〈ヤングジャンプコミックスDIGITAL〉2022年、全3巻（電子書籍のみ）
  1. 2022年3月18日発売[12]、ASIN B09TVK11Q9
  2. 2022年4月19日発売、ASIN B09X6P4M5Y
  3. 2022年7月19日発売、ASIN B0B5T5ZLJ4
- 『レリック/アンダーグラウンド～最強の“失せ物探し”パーティー、ダンジョンの罪を裁く～』、少年画報社〈ヤングキングコミックス YKコミックス〉2022年 - 2024年、全4巻
  1. 2022年12月26日発売[13]、ISBN 978-4-7859-7301-8
  2. 2023年3月27日発売[14]、ISBN 978-4-7859-7347-6
  3. 2023年8月28日発売[15]、ISBN 978-4-7859-7446-6
  4. 2024年5月27日発売[16]、ISBN 978-4-7859-7667-5
- 『転生西遊記～孫悟空、異世界にて貧乏貴族の跡取りとなる。～』、少年画報社〈ヤングキングコミックス〉2025年 - 、既刊1巻（2025年1月7日現在）
  1. 2025年1月7日発売[17][18]、ISBN 978-4-7859-7846-4

### 写真集
- 『しずくタッチ』 （2015年9月12日発売、DL配信）